# Пещеристое тело

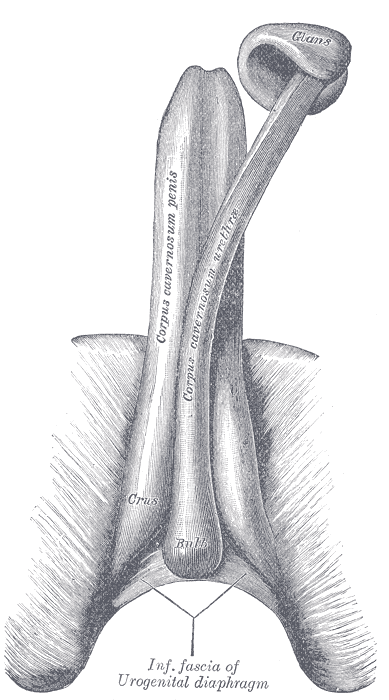
Пенис: пещеристые тела на заднем плане, спереди губчатое тело с уретрой и головка

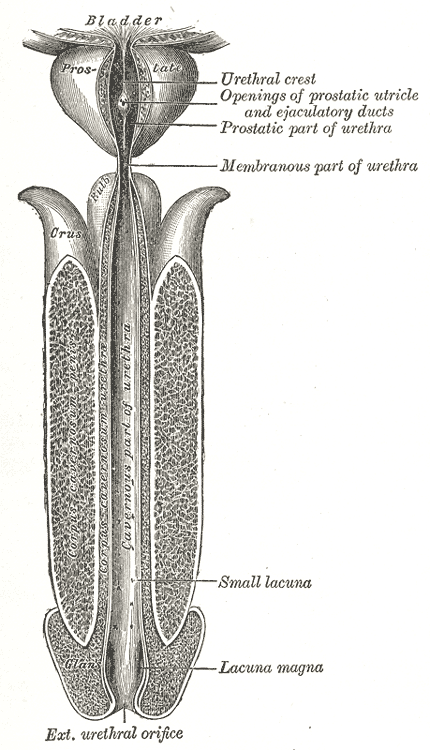
Мочеполовая система мужчины в продольном горизонтальном разрезе с трассой мочеиспускательного канала посередине. Сверху мочевой пузырь (англ. bladder) с внутренним отверстием мочеиспускательного канала, ниже — простата (предстательная железа, prostate), затем (бо́льшая часть рисунка по вертикали) половой член с наибольшей частью мочеиспускательного канала посередине, окруженного способными к кровенаполнению при эрекции пещеристыми телами, и внизу проходящего через головку члена, достигая наружного отверстия уретры (ext(ernal) urethral orifice)

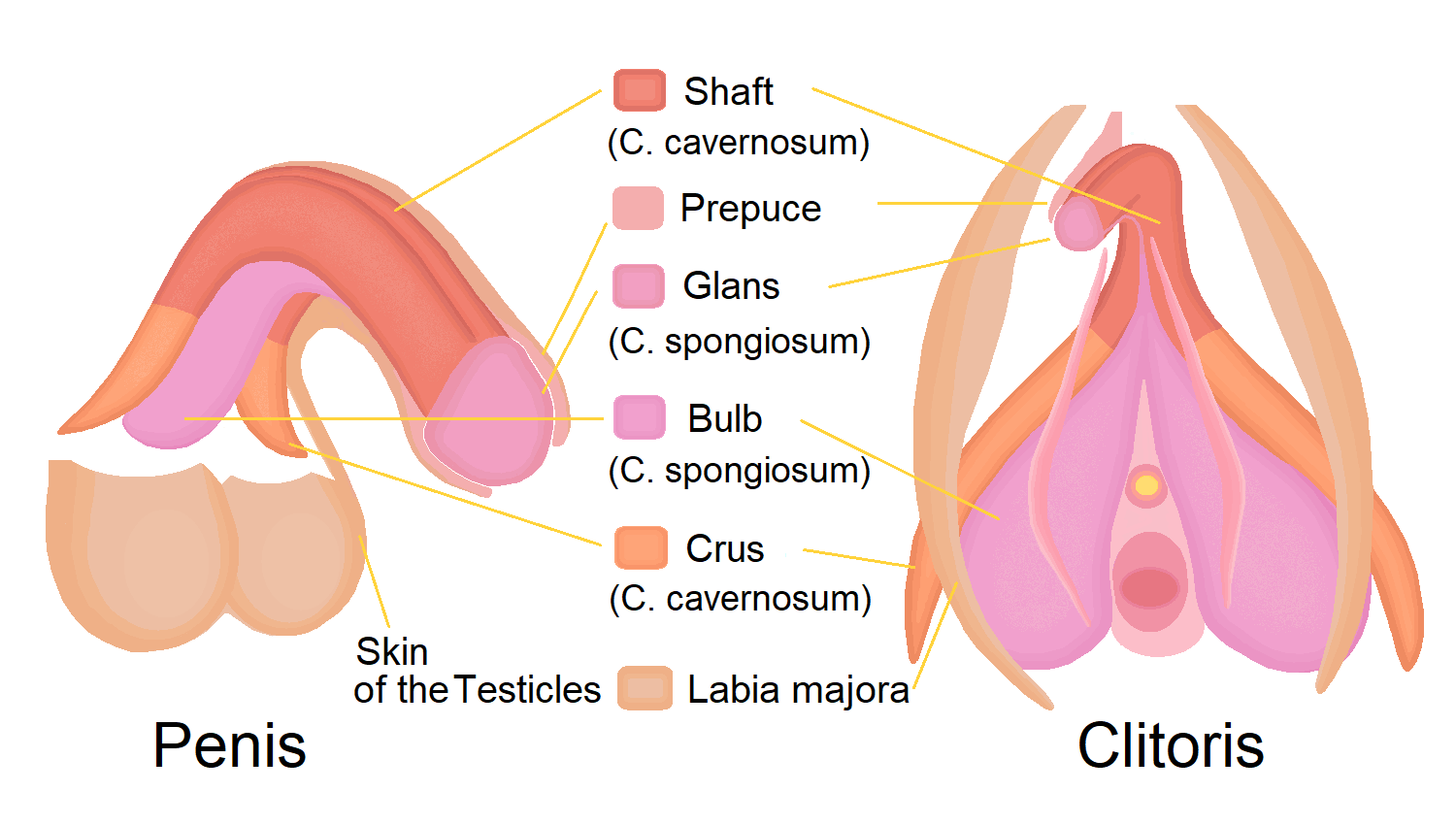
Строение тел пениса (слева) и клитора. Glans — головка; foreskin — крайняя плоть пениса, clitoral hood (cut) — крайняя плоть (капюшон) клитора (срезана); corona — Коронка головки полового члена; corpora cavernosa — пещеристые тела; corpus spongiosum — губчатое тело; urethra — уретра.

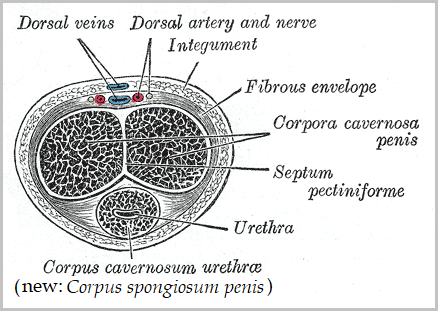
Ствол мужского полового члена в поперечном разрезе. Две крупных верхних овальных структуры — пещеристые тела, а нижняя — губчатое тело, в котором проходит уретра. Сверху проходят дорсальные вены, артерии и нервы. Ствол покрыт кожной оболочкой (integument)

Пеще́ристое те́ло (также каверно́зное те́ло от лат. caverna «полость, пещера») — структурная единица эректильной ткани ствола мужского полового члена (пениса) и клитора.
Эта ткань также включает в себя его губчатое тело. Два продольных пещеристых тела вместе с одним расположенным продольно под ними губчатым телом образуют ствол пениса.
Пещеристые тела обеспечивают кровенаполнение пениса — его эректильную функцию. Эрекция необходима мужчине для осуществления полового акта. Пещеристые тела при эрекции прощупываются сверху и по бокам ствола полового члена в виде твёрдых валиков.

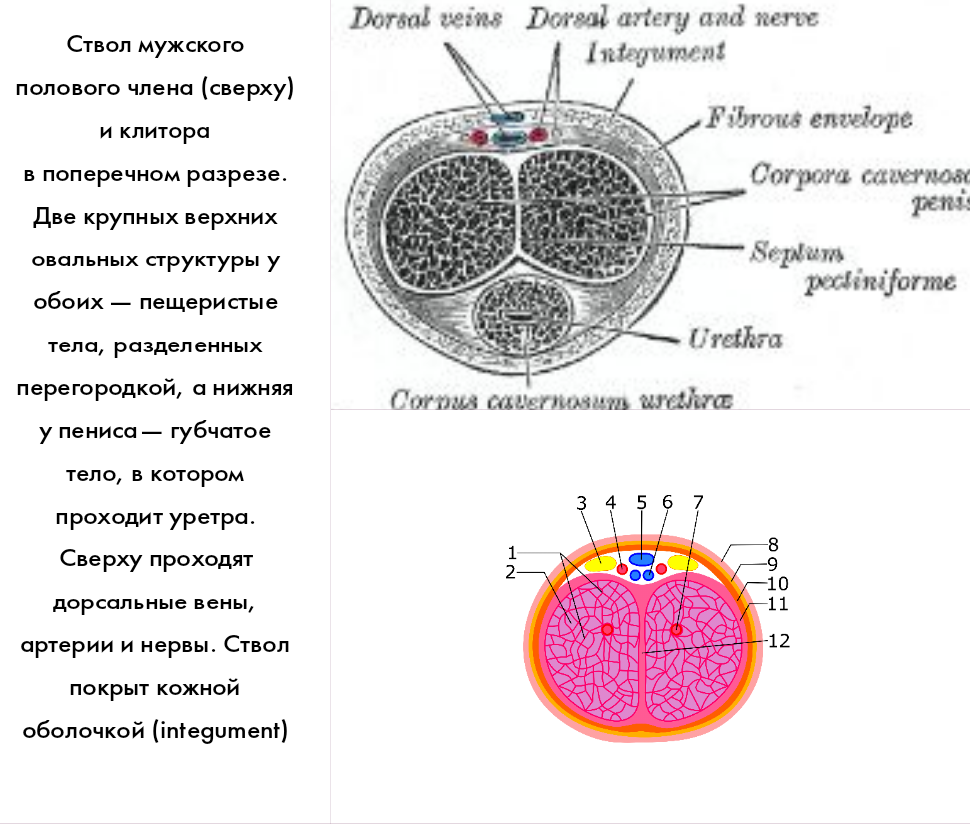

Внутри губчатого тела проходит мужская уретра, имеющая наружное отверстие на вершине продолжения губчатого тела — головки полового члена.

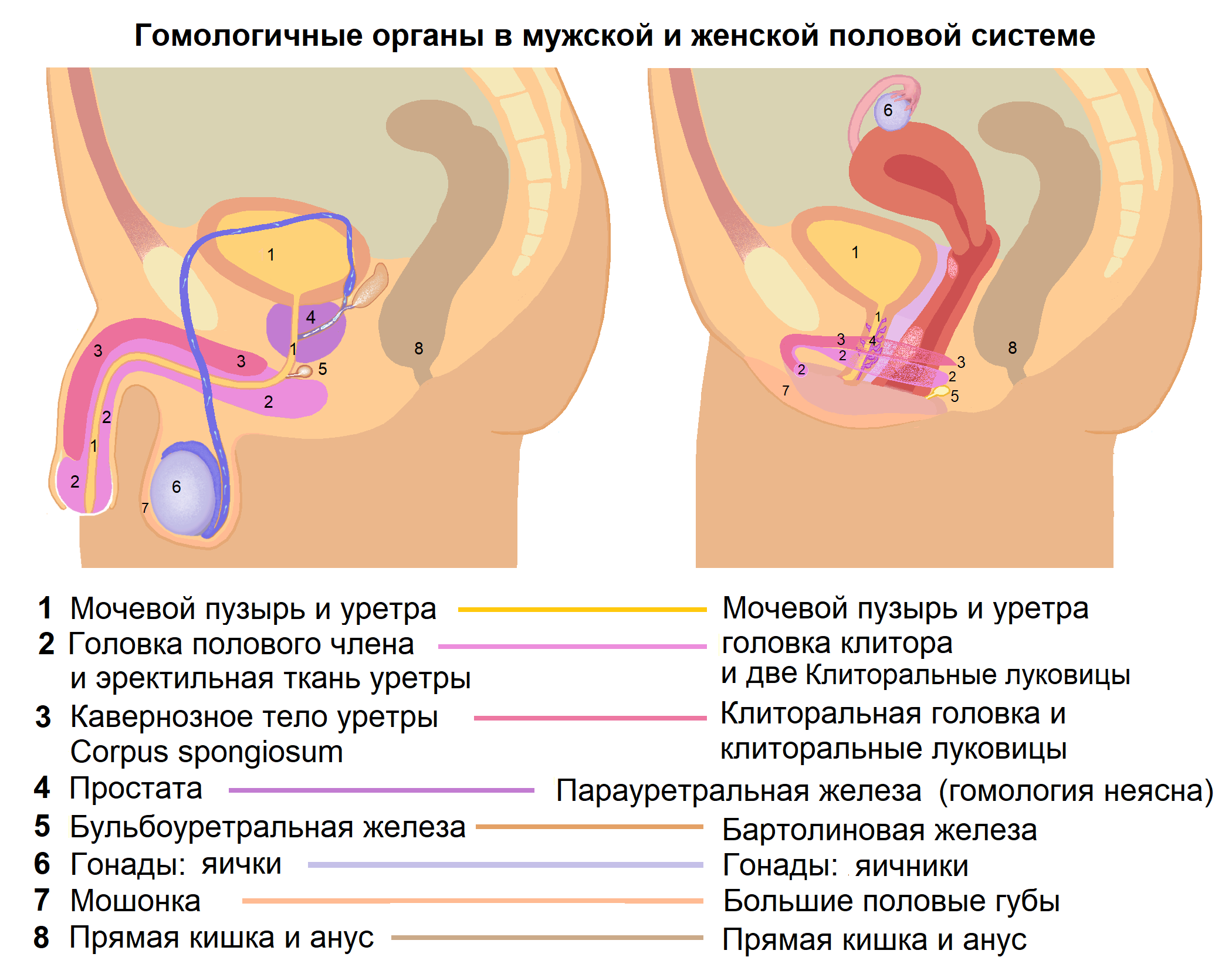
Сопоставление размеров выделенных рамкой пениса (слева) и тела клитора. Тело клитора образовано только парой пещеристых тел, а в пенисе они находятся над уретрой, и их контур обозначен тёмно-коричневым цветом.

Кроме пениса, пещеристые тела (но обычно гораздо меньшего размера) образуют тело клитора — органа полового чувства женщины, но клитор не имеет губчатого тела, и женская уретра расположена отдельно от клитора позади него. Клитор благодаря своей структуре способен к эрекции, как и пенис, но не предназначен для проникновения в половые органы сексуального партнёра и имеет обычно намного меньшие длину и толщину.
Губчатое тело остаётся мягким и во время эрекции, иначе бы от набухания сдавило уретру и помешало бы свободной эякуляции. При половом возбуждении нервные импульсы достигают кончиков нервов полового члена. Тела разбухают, а кровенаполнение увеличивает объём полового члена и придаёт ему твёрдость. Это позволяет мужчине легко осуществить половой акт, необходимый для размножения, а также для получения сексуального удовлетворения. После эякуляции происходит выделение норадреналина, и кровь быстро отливает от пениса. Таким образом, после полового акта эрекция быстро слабеет и исчезает, но при половом возбуждении она достигает максимума не сразу, а лишь при полной готовности ввести пенис во влагалище женщины. Нарушение механизма эрекции, дефекты пещеристых тел (болезнь Пейрони, то есть замена эректильной ткани рубцовой), повышенный венозный сброс (патологический венозный дренаж кавернозных тел) либо отсутствие нервных импульсов к пенису (повреждение иннервирующего пенис нерва либо проблемы на психическом уровне) являются причиной эректильной дисфункции.